# 207 км (платформа)
207 км — пасажирський залізничний зупинний пункт Дніпровської дирекції Придніпровської залізниці на електрифікованій лінії Нижньодніпровськ-Вузол — Синельникове II між станціями Ігрень (2 км) та Іларіонове (9 км). Розташований у східній частині міста Дніпро, у Самарському районі, місцевість Ігрень.

## Пасажирське сполучення
На зупинному пункті Платформа 207 км зупиняються приміські електропоїзди Синельниківського напрямку.